# Risco de Las Playas
Risco de Las Playas este o arie protejată (arie specială de conservare — SAC, sit de importanță comunitară — SCI) din Spania întinsă pe o suprafață de 966,9 ha, integral pe uscat.

## Localizare
Centrul sitului Risco de Las Playas este situat la coordonatele 27°42′46″N 17°57′47″W / 27.7128°N 17.9631°V.

## Înființare
Situl Risco de Las Playas a fost declarat sit de importanță comunitară în octombrie 1999 pentru a proteja 1 specie de plante. Situl a fost protejat și ca arie specială de conservare în ianuarie 2010.

## Biodiversitate
Situată în ecoregiunea , aria protejată conține 6 habitate naturale: Păduri endemice cu Juniperus spp., Pante stâncoase silicioase cu vegetație casmofită, Tufărișuri termo-mediteraneene și de pre-deșert, Păduri de pin endemic canariene, Faleze cu floră endemică de pe coastele macaroneziene, Câmpuri de lavă și excavații naturale.
La baza desemnării sitului se află o specie protejată de  plante: Cheirolophus duranii.